# Turn It Up (сингл)
«Turn It Up» (кор. 턴 잇 업) — песня, записанная южнокорейским рэпером T.O.P. Выпущена в цифровом формате 21 июня 2010 года компанией YG Entertainment. Песня была выпущена в качестве его первого официального сингла и позже была включена в качестве бонус-трека в альбомы: 2010 Big Show Live Album (2010), четвертый концертный альбом группы Big Bang и в GD & TOP (2010) — первый студийный альбом его хип-хоп-дуэта GD & TOP.

## Предыстория и релиз
«Turn It Up» впервые была исполнена во время концерта Big Bang 2010 Big Show в январе 2010 года. Песня была выпущена в качестве цифрового сингла 21 июня в рамках выпуска 2010 Big Show Live Album. В чарте Gaon «Turn It Up» достигла первого места в Download Chart с продажей 1,380 миллионов цифровых загрузок в 2010 году. В течение 24 часов песня достигла самого высокого места для международного дебюта корейского хип-хоп/рэп-сингла в чартах iTunes в категории хип-хоп/рэп.

## Музыкальный клип
14 июня 2010 года на официальном канале YG Entertainment на YouTube был выпущен тизер музыкального клипа. Музыкальное видео официально вышло 21 июня вместе с цифровым синглом. Позже видео было запрещено на MBC, так как в песне упоминаются бренды, что противоречит правилам вещания MBC.

## Отзывы
Billboard: «…песня T.O.P 2010 года была наполнена хвастливым тоном, который артист будет демонстрировать на протяжении большей части своих последующих работ». Автор отзыва отмечает, что в «Turn It Up» нет вокала ни самого T.O.P, ни приглашённого певца, что отличает эту работу от большинства синглов K-pop. «Это чистый рэп-трек, переполненный уверенным, почти насмешливым тоном, которому рэпер склонен отдавать предпочтение».